# Flis

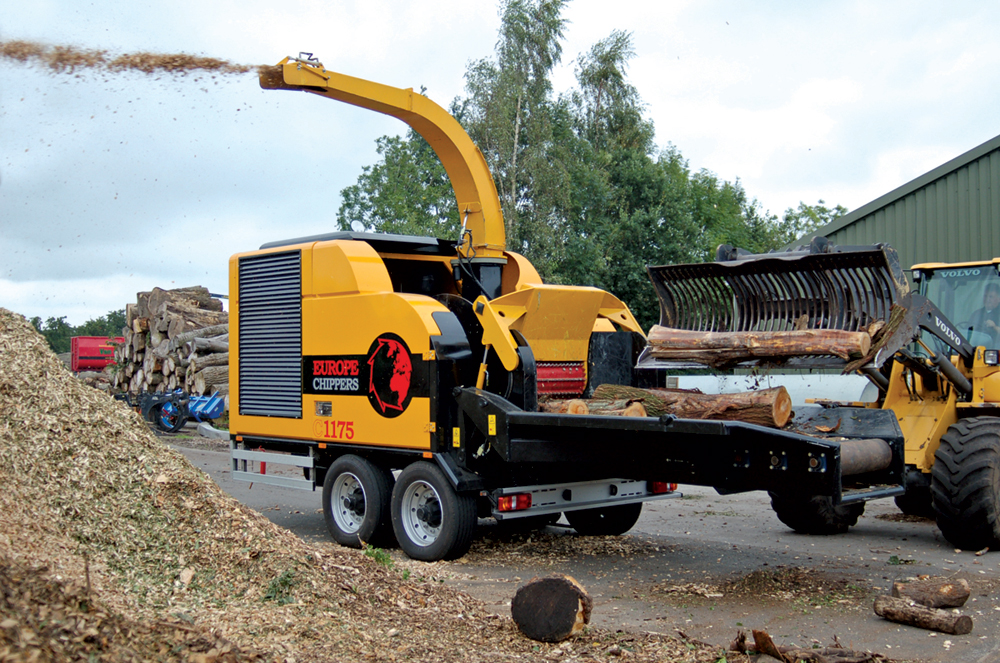
Flisning av stamved i en mobil flismaskin.

Flis utgörs av sönderdelat, flisat, trä. Flis utnyttjas dels som råvara för tillverkning av pappersmassa, dels sedan 1980-talet i ökande utsträckning också för värmeproduktion i värmeverk och i kraftvärmeverk. 
Flis tillverkas i huvudsak från sådan ved som inte används för produktion av sågade trävaror. För massaproduktion flisas s.k. massaved, medan för värmeproduktion används sådan ved som varken utnyttjas av sågverk eller av massabruk. För värmeproduktion flisas ofta träddelar såsom grenar och toppar (grot) i samband med slutavverkning, men också klenare gallringsved än vad massabruken önskar som råvara kan utnyttjas. Även vedrester från sågverk såsom de yttre delarna av timret, som inte utnyttjas för sågade trävaror, flisas (reduceras) och utnyttjas både för massa- och/eller för värmeproduktion beroende på torrhalt.

## Flisning
Flisning eller flistillverkning från rundved sker antingen med s.k. skivhuggar (för högre produktion), där huggknivarna är diagonalt placerade på "skivan" eller "tallriken", eller med s.k. trumhuggar, där huggknivarna är placerade på en trum- eller cylinderkonstruktion. Skivhuggarna, som nästan alltid används vid massabruk, är normalt stationära och placerade efter barktrummor. Trumhuggarna är ofta mobila och används också oftast på sågverk.
Fliskvaliteten blir normalt bättre från en skivhugg än från en trumhugg och då åsyftas framför allt fraktionsfördelning med hög andel av acceptfraktionerna 3 och 4 (se nedan).
Rundved mäts normalt i fastkubikmeter (ofta betecknat m³f). Vid flisning av rundved fås ungefär 2,7 löskubikmeter eller kubikmeter stjälpt mått (ofta betecknat m³l och ibland enligt m³s).
De största skivhuggarna kan producera över 1000 m³l/h av flis från drygt 350 m³f/h av rundved, vilket kräver effekter på 1600 kW för de elektriska drivmotorerna. Trumhuggarna konstrueras för kapaciteter upp till ca 200 m³l/h.
Sågverksflisen innehåller större andel splintved, flisen reduceras ifrån ytterdelarna av timret oftast med hjälp av olika reducerare. Ytterdelar kan även sågas bort, de delarna samt virke och rundved med för låg kvalité flisas då i en hugg.   

## Flis för massaproduktion
Den största användningen av flis sker inom massa- och pappersindustrin. Före flisning avlägsnas först barken på massaveden i så hög utsträckning som möjligt i barktrummor varefter den barkade veden flisas, sållas och mellanlagras för att sedan transporteras till processerna för pappersmassatillverkning. Processanläggningarna för beredning av flisen vid massabruk brukar kallas renseri. Den avskilda barken utnyttjas oftast tillsammans med utsållat spån som bränsle för ångproduktion vid massabruken.
Flis för massaproduktion karakteriseras dels genom torrhaltsangivelse, dels genom ett storleksfraktioner, som bestäms genom standardiserat sållningsförfarande. Torrhalten för flis ligger oftast i spannet 40-60 % och för beräkningsändamål kan normalt 50 % användas som medelvärde. För bestämning av storlekssammansättningen av flisen sållas ett representativt prov om ca 10 liter med ett laboratoriesåll i fraktioner (andelar) enligt följande standard (Scandiavian Pulp, Paper and Board Testing Committee, SCAN-CM 40:01):
| Fraktionsbenämning        | Avskiljningselement      | Storleksangivelse                                        | Exempel på fraktionsandel |
| ------------------------- | ------------------------ | -------------------------------------------------------- | ------------------------- |
| 1. Överstor flis          | Hålsåll med 45 mm hål    | Flisstorlek större än 45 mm                              | 4-6 %                     |
| 2. Övertjock flis         | Spaltsåll med 8 mm spalt | Flisstorlek mindre än 45 mm, men flistjocklek över 8 mm  | 4-8 %                     |
| 3. Större acceptflis      | Hålsåll med 13 mm hål    | Flisstorlek mindre än 8 mm tjocklek, men större än 13 mm | 40-55 %                   |
| 4. Mindre acceptflis      | Hålsåll med 7 mm hål     | Flisstorlek mindre än 13 mm, men större än 7 mm          | 30-45 %                   |
| 5. Pinnflis               | Hålsåll med 3 mm hål     | Flisstorlek mindre än 7 mm, men större än 3 mm           | 4-8 %                     |
| 6. Spån eller finmaterial | Underlåda                | Material som passerar 3 mm hål                           | 1-2 %                     |

Överstor och övertjock flis är oönskade genom att dessa fraktioner ofta ger sämre massakvalitet, speciellt förhöjd spetnivå. Pinnflisen kan förorsaka problem i silar i kokarna varför också denna fraktionsandel normalt önskas låg, speciellt för kemiska massatillverkning. Spånet eller finmaterialet ger sämre massaegenskaper, men innehåller dessutom ofta både barkpartiklar och sand, varför denna fraktion normalt tillsammans med barken används som bränsle. 

## Flis för värmeproduktion
Kvalitetskraven för flis som används även som bränsle för värmeproduktion är betydligt lägre än för massabrukens flis. Det är dock viktigt att undvika övergrov flis speciellt för småskaliga anläggningar. Till viss del saknas idag tillfredsställande standarder för bränsleflis. Några standarder som finns är GF60 och GF150. Som äldre förekommande standarder förekommer även G30 och G50.
Torr ved har ett effektivt värmevärde i området 18,5 till 19,0 MJ/kg. Fukt i veden reducerar det effektiva värmevärdet med drygt 1% vid en ökning av fukthalten med 1%, dock ej linjärt. Det effektiva värmevärdet för några olika vedslag med olika veddensitet visas i följande tabell med angivande av värmevärdet per löskubikmeter (m3l) vid 20% fukthalt, som ungefär erhålles om veden lufttorkas. Veddensitet anges som kg torr ved per fastkubikmeter. Eftersom man i värmesammanhang gärna jämför med värme från elkraft anges i tabellen värmevärdena i tabellen också i enheten kWh/m3l.
| Vedslag | Veddensitet, kg/m3f | Effektivt värmevärde, MJ/m3l | Effektivt värmevärde, kWh/m3l |
| ------- | ------------------- | ---------------------------- | ----------------------------- |
| Björk   | 610                 | 3 233                        | 896                           |
| Gran    | 430                 | 2 278                        | 633                           |
| Tall    | 490                 | 2 596                        | 722                           |

Det effektiva värmevärdet motsvarar inte den värme man kan tillgodogöra sig vid förbränning. För att beräkna tillgodogjord värme måste man också beakta verkningsgraden, som för mindre förbränningsenheter (pannor) ofta bara är 70-75% beroende på utformning. Man kan alltså sluta sig till att ett hus, som kräver 20.000 kWh/år för uppvärmning, behöver elda uppemot 35 löskubikmeter (m3l) flis per år i en värmepanna. Stora pannanläggningar, som ibland återvinner värme från rökgaserna genom kondensation, kan uppnå verkningsgrader runt 90 %. För att skapa 20.000 kWh med olja fordras ca 2,1 m3 eldningsolja, d.v.s. eldning med flis kräver väldigt mycket mer materialhantering och mer komplicerade pannor än eldning med olja.